# Kaap Arkona
De Kaap Arkona (Kap Arkona) is een kaap op het Duitse eiland Rügen. Het is een 45 m hoge en steile kust bestaande uit krijtgesteente. Hij ligt in het noorden, op het schiereiland Wittow.
De kaap ligt op het grondgebied van de gemeente Putgarten, bij het plaatsje Vitt.
Op de kaap liggen de restanten van de 9e-eeuwse ringwalburcht Jaromarsburg, een door de Slavische Ranen gebouwde burcht met tempel voor hun god Svantovit.
Het Duitse passagiersschip Cap Arcona werd in 1927 naar deze kaap genoemd.